# FrühlingsQuark
FrühlingsQuark ist eine geschützte Wortmarke der Firma  DMK Deutsches Milchkontor  für eine Quarkzubereitung. Erstmals wurde sie 1974 als Markenname Frühlings-Quark angemeldet. 1992 erfolgte der Schutz der Schreibweise „FrühlingsQuark“.
Die Zubereitung besteht aus Speisequark, Sahne, Petersilie, Schnittlauch, Meerrettich und Zwiebel verwendet. Für die Varianten „Aktiv“ und „Leicht“ wird die Sahne gegen ein Sauermilcherzeugnis ausgetauscht. Daneben gibt es die Variante „7 Kräuter“ mit Kerbel, Schnittlauch, Thymian, Rosmarin, Liebstöckel, Gartenkresse, Petersilie.

## Namen
Eckhard Henscheid schrieb 1995 zum Stichwort Frühlingsquark in seinem Wörterbuch Dummdeutsch: „Es gibt eine Jahreszeit, von der die Werbung offenbar nicht zu Unrecht annimmt, daß schon ihre Assoziation Käufer in eine freudige Aufbruchstimmung versetze, die nicht nur ins Grüne oder zum Frühjahrsputz führt, sondern auch die Anschaffung von allerlei Artikeln begünstigt, die das Prädikat aprilfrisch tragen (ist der Februar nicht ungleich frischer?), oder die sich, wie im Fall des Frühlingsquarks, durch eine Prise gefriergetrockneten Schnittlauchs und einen kleinen Aufpreis bemerkbar machen.“